# Exe (rzeka)
Exe – rzeka w południowo-zachodniej Anglii, licząca około 97 km długości. Swe źródła ma niedaleko wsi Simonsbath, w hrabstwie Somerset, na terenie Parku Narodowego Exmoor. Przez większość swego przebiegu płynie przez hrabstwo Devon, w kierunku południowym. Rzeka uchodzi do kanału La Manche, nieopodal miasta Exmouth, tworząc estuarium. Główne miasta położone nad rzeką to Exeter, Exmouth i Tiverton.
Estuarium Exe stanowi ostoję ptactwa, objętą ochroną przez kilka rezerwatów przyrody. Rzeka jest miejscem uprawiania wędkarstwa (połów łososi i pstrągów) i sportów wodnych, a jej estuarium także żeglarstwa i obserwacji ptaków.

## Nazwa
W czasach, gdy nasadę Półwyspu Kornwalijskiego zamieszkiwali Kornwalijczycy, rzeka nosiła nazwę Dunan (głęboka dolina). Rzymianie przekształcili tę nazwę na Damnonia. Obecna nazwa wywodzi się z czasów średniowiecznych.